# Arirang (film 2011)
Arirang (hangŭl: 아리랑) è un documentario del 2011 diretto da Kim Ki-duk, vincitore del premio per il miglior film della sezione Un Certain Regard al 64º Festival di Cannes, ex aequo con Halt auf freier Strecke di Andreas Dresen.
Il titolo deriva dall'omonima canzone popolare coreana.

## Trama
Si tratta di una lunga video-confessione in cui l'autore esterna i suoi tormenti interiori conseguenti un incidente avvenuto sul set del film Dream, a seguito del quale il regista si è ritirato in montagna in solitudine senza più contatti con l'industria del cinema. Nel finale, però, vengono inseriti alcuni spezzoni di eventi palesemente non avvenuti, il che fa ascrivere la pellicola al falso documentario.

## Distribuzione
In Italia il film è stato trasmesso su Rai 3 la notte del 14 agosto 2011.

## Riconoscimenti
- Festival di Cannes del 2011: Premio Un Certain Regard